# Средиземноморска сколопендра
Средиземноморска сколопендра, още наричана пръстенчата сколопендра (Scolopendra cingulata) е вид стоножка,, най-популярният вид сколопендри в Средиземноморския регион.

## Физическо описание
Окраската на вида представлява редуващи се ивици в черно и златисто жълто. С приблизителна дължина от 10-15 cm, Scolopendra cingulata е един от най-малките представители на семейство Scolopendridae. Отровата ѝ също не е така токсична като на другите стоножки от семейството.

## Географско разпространение и хабитат
Широко разпространен, този вид може да бъде забелязан из цяла южна Европа и покрай Средиземно море в страни като Испания, Франция, Италия, Гърция, както и в Северна Африка. Среща се и на територията на България.
Екземплярите от вида обичат да се заравят в дупки, предпочитат тъмната влажна среда, например под пънове и гнили листа.

## Поведение
Видът е бърз и агресивен.

## Хранене
Средиземноморската сколопендра е хищник-опортюнист. Напада и изяжда почти всяко животно, което е не по-голямо от нея самата, в това число насекоми и дребни гущери.